# Liste des médaillés olympiques en tir
Cette page recense la liste des médaillés olympiques en tir.

## Programme actuel

### Hommes

#### Pistolet air comprimé 10 m
| Édition                                 | Or                     | Argent                      | Bronze                |
| --------------------------------------- | ---------------------- | --------------------------- | --------------------- |
| Séoul 1988                              | Tanyu Kiryakov (BUL)   | Erich Buljung (USA)         | Xue Haifeng (CHN)     |
| Barcelone 1992                          | Wang Yifu (CHN)        | Sergei Piyianov (EUN)       | Sorin Babii (ROU)     |
| Atlanta 1996                            | Roberto Di Donna (ITA) | Wang Yifu (CHN)             | Tanyu Kiryakov (BUL)  |
| Sidney 2000 résultats détaillés         | Franck Dumoulin (FRA)  | Wang Yifu (CHN)             | Ihar Basinski (BLR)   |
| Athènes 2004 résultats détaillés        | Wang Yifu (CHN)        | Mikhail Nestruev (RUS)      | Vladimir Isakov (RUS) |
| Pékin 2008 résultats détaillés          | Pang Wei (CHN)         | Jin Jong-oh (KOR)           | Kim Jong-su (PRK)     |
| Londres 2012 résultats détaillés        | Jin Jong-oh (KOR)      | Luca Tesconi (ITA)          | Andrija Zlatić (SRB)  |
| Rio de Janeiro 2016 résultats détaillés | Hoàng Xuân Vinh (VIE)  | Felipe Almeida Wu (BRA)     | Pang Wei (CHN)        |
| Tokyo 2020 résultats détaillés          | Javad Foroughi (IRI)   | Damir Mikec (SRB)           | Pang Wei (CHN)        |
| Paris 2024 résultats détaillés          | Xie Yu (CHN)           | Federico Nilo Maldini (ITA) | Paolo Monna (ITA)     |

#### Carabine air comprimé 10 m
| Édition                                 | Or                           | Argent                   | Bronze                     |
| --------------------------------------- | ---------------------------- | ------------------------ | -------------------------- |
| Los Angeles 1984                        | Philippe Heberlé (FRA)       | Andreas Kronthaler (AUT) | Barry Dagger (GBR)         |
| Séoul 1988                              | Goran Maksimović (YUG)       | Nicolas Berthelot (FRA)  | Johann Riederer (RFA)      |
| Barcelone 1992                          | Yuri Fedkin (EUN)            | Franck Badiou (FRA)      | Johann Riederer (GER)      |
| Atlanta 1996                            | Artem Khadjibekov (RUS)      | Wolfram Waibel Jr. (AUT) | Jean-Pierre Amat (FRA)     |
| Sidney 2000 résultats détaillés         | Cai Yalin (CHN)              | Artem Khadjibekov (RUS)  | Yevgeni Aleinikov (RUS)    |
| Athènes 2004 résultats détaillés        | Zhu Qinan (CHN)              | Li Jie (CHN)             | Jozef Gönci (SVK)          |
| Pékin 2008 résultats détaillés          | Abhinav Bindra (IND)         | Zhu Qinan (CHN)          | Henri Hakkinen (FIN)       |
| Londres 2012 résultats détaillés        | Alin George Moldoveanu (ROU) | Niccolò Campriani (ITA)  | Gagan Narang (IND)         |
| Rio de Janeiro 2016 résultats détaillés | Niccolò Campriani (ITA)      | Serhiy Kulish (UKR)      | Vladimir Maslennikov (RUS) |
| Tokyo 2020 résultats détaillés          | William Shaner (USA)         | Sheng Lihao (CHN)        | Yang Haoran (CHN)          |
| Paris 2024 résultats détaillés          | Sheng Lihao (CHN)            | Victor Lindgren (SWE)    | Miran Maričić (CRO)        |

#### Pistolet tir rapide 25 m
| Édition                                          | Or                       | Argent                                   | Bronze                       |
| ------------------------------------------------ | ------------------------ | ---------------------------------------- | ---------------------------- |
| Pistolet feu rapide à 25 mètres                  |                          |                                          |                              |
| Athènes 1896 résultats détaillés                 | Ioannis Frangoudis (GRE) | Yeóryios Orfanídis (GRE)                 | Holger Nielsen (DEN)         |
| Pistolet d'ordonnance feu rapide à 20 mètres     |                          |                                          |                              |
| Paris 1900 résultats détaillés                   | Maurice Larrouy (FRA)    | Léon Moreaux (FRA)                       | Eugène Balme (FRA)           |
| Duel shooting à 30 mètres (revolver et pistolet) |                          |                                          |                              |
| Stockholm 1912                                   | Alfred Lane (USA)        | Paul Palén (SWE)                         | Johan Hübner von Holst (SWE) |
| Pistolet tir rapide à 25 mètres                  |                          |                                          |                              |
| Paris 1924                                       | Henry Bailey (USA)       | Vilhelm Carlberg (SWE)                   | Lennart Hannelius (FIN)      |
| Los Angeles 1932                                 | Renzo Morigi (ITA)       | Heinrich Hax (GER)                       | Domenico Matteucci (ITA)     |
| Berlin 1936                                      | Cornelius van Oyen (GER) | Heinrich Hax (GER)                       | Torsten Ullman (SWE)         |
| Londres 1948                                     | Károly Takács (HUN)      | Carlos Enrique Díaz Sáenz Valiente (ARG) | Sven Lundquist (SWE)         |
| Helsinki 1952                                    | Károly Takács (HUN)      | Szilárd Kun (HUN)                        | Gheorghe Lichiardopol (ROU)  |
| Melbourne 1956                                   | Ștefan Petrescu (ROU)    | Yevgeni Cherkasov (URS)                  | Gheorghe Lichiardopol (ROU)  |
| Rome 1960                                        | William McMillan (USA)   | Pentti Linnosvuo (FIN)                   | Aleksandr Zabelin (URS)      |
| Tokyo 1964                                       | Pentti Linnosvuo (FIN)   | Ion Tripşa (ROU)                         | Lubomír Nácovský (TCH)       |
| Mexico 1968                                      | Józef Zapędzki (POL)     | Marcel Roșca (ROU)                       | Renart Suleymanov (URS)      |
| Munich 1972                                      | Józef Zapędzki (POL)     | Ladislav Falta (TCH)                     | Viktor Torshin (URS)         |
| Montréal 1976                                    | Norbert Klaar (RDA)      | Jürgen Wiefel (RDA)                      | Roberto Ferraris (ITA)       |
| Moscou 1980                                      | Corneliu Ion (ROU)       | Jürgen Wiefel (RDA)                      | Gerhard Petritsch (AUT)      |
| Los Angeles 1984                                 | Takeo Kamachi (JPN)      | Corneliu Ion (ROU)                       | Rauno Bies (FIN)             |
| Séoul 1988                                       | Afanasijs Kuzmins (URS)  | Ralf Schumann (RDA)                      | Zoltán Kovács (HUN)          |
| Barcelone 1992                                   | Ralf Schumann (GER)      | Afanasijs Kuzmins (LAT)                  | Vladimir Vokhmianin (EUN)    |
| Atlanta 1996                                     | Ralf Schumann (GER)      | Emil Milev (BUL)                         | Vladimir Vokhmianin (KAZ)    |
| Sidney 2000 résultats détaillés                  | Sergei Alifirenko (RUS)  | Michel Ansermet (SUI)                    | Iulian Raicea (ROU)          |
| Athènes 2004 résultats détaillés                 | Ralf Schumann (GER)      | Sergei Poliakov (RUS)                    | Sergei Alifirenko (RUS)      |
| Pékin 2008 résultats détaillés                   | Oleksandr Petriv (UKR)   | Ralf Schumann (GER)                      | Christian Reitz (GER)        |
| Londres 2012 résultats détaillés                 | Leuris Pupo (CUB)        | Vijay Kumar (IND)                        | Ding Feng (CHN)              |
| Rio de Janeiro 2016 résultats détaillés          | Christian Reitz (GER)    | Jean Quiquampoix (FRA)                   | Li Yuehong (CHN)             |
| Tokyo 2020 résultats détaillés                   | Jean Quiquampoix (FRA)   | Leuris Pupo (CUB)                        | Li Yuehong (CHN)             |
| Paris 2024 résultats détaillés                   | Li Yuehong (CHN)         | Cho Yeong-jae (KOR)                      | Wang Xinjie (CHN)            |

#### Carabine trois positions 50 m
Cette épreuve était mixte entre 1972 et 1980, avec une médaille remportée par une femme (Margaret Murdock en argent en 1976).
| Édition                                 | Or                      | Argent                   | Bronze                     |
| --------------------------------------- | ----------------------- | ------------------------ | -------------------------- |
| Helsinki 1952                           | Erling Kongshaug (NOR)  | Vilho Ylönen (FIN)       | Boris Andreïev (URS)       |
| Melbourne 1956                          | Anatoli Bogdanov (URS)  | Otakar Hořínek (TCH)     | John Sundberg (SWE)        |
| Rome 1960                               | Viktor Shamburkin (URS) | Marat Nyýazow (URS)      | Klaus Zähringer (EUA)      |
| Tokyo 1964                              | Lones Wigger (USA)      | Velitchko Hristov (BUL)  | László Hammerl (HUN)       |
| Mexico 1968                             | Bernd Klingner (RFA)    | John Writer (USA)        | Vitali Parkhimovitch (URS) |
| Munich 1972                             | John Writer (USA)       | Lanny Bassham (USA)      | Werner Lippoldt (RDA)      |
| Montréal 1976                           | Lanny Bassham (USA)     | Margaret Murdock (USA)   | Werner Seibold (RFA)       |
| Moscou 1980                             | Viktor Vlasov (URS)     | Bernd Hartstein (RDA)    | Sven Johansson (SWE)       |
| Los Angeles 1984                        | Malcolm Cooper (GBR)    | Daniel Nipkow (SUI)      | Alister Allan (GBR)        |
| Séoul 1988                              | Malcolm Cooper (GBR)    | Alister Allan (GBR)      | Kiril Ivanov (URS)         |
| Barcelone 1992                          | Hrachya Petikyan (EUN)  | Robert Foth (USA)        | Ryohei Koba (JPN)          |
| Atlanta 1996                            | Jean-Pierre Amat (FRA)  | Sergey Belyayev (KAZ)    | Wolfram Waibel Jr. (AUT)   |
| Sidney 2000 résultats détaillés         | Rajmond Debevec (SLO)   | Juha Hirvi (FIN)         | Harald Stenvaag (NOR)      |
| Athènes 2004 résultats détaillés        | Jia Zhanbo (CHN)        | Michael Anti (USA)       | Christian Planer (AUT)     |
| Pékin 2008 résultats détaillés          | Qiu Jian (CHN)          | Jury Sukhorukov (UKR)    | Rajmond Debevec (SLO)      |
| Londres 2012 résultats détaillés        | Niccolò Campriani (ITA) | Kim Jong-hyun (KOR)      | Matthew Emmons (USA)       |
| Rio de Janeiro 2016 résultats détaillés | Niccolò Campriani (ITA) | Sergueï Kamenskiy (RUS ) | Alexis Raynaud (FRA)       |
| Tokyo 2020 résultats détaillés          | Zhang Changhong (CHN)   | Sergey Kamenskiy (ROC)   | Milenko Sebić (SRB)        |
| Paris 2024 résultats détaillés          | Liu Yukun (CHN)         | Serhiy Koulich (UKR)     | Swapnil Kusale (IND)       |

#### Skeet
Cette épreuve était mixte entre 1968 et 1992, avec une médaille remportée par une femme (Zhang Shan en or en 1992).
| Édition                                 | Or                      | Argent                    | Bronze                      |
| --------------------------------------- | ----------------------- | ------------------------- | --------------------------- |
| Atlanta 1996                            | Ennio Falco (ITA)       | Mirosław Rzepkowski (POL) | Andrea Benelli (ITA)        |
| Sidney 2000 résultats détaillés         | Mykola Milchev (UKR)    | Petr Málek (CZE)          | James Todd Graves (USA)     |
| Athènes 2004 résultats détaillés        | Andrea Benelli (ITA)    | Marko Kemppainen (FIN)    | Juan Miguel Rodriguez (CUB) |
| Pékin 2008 résultats détaillés          | Vincent Hancock (USA)   | Tore Brovold (NOR)        | Anthony Terras (FRA)        |
| Londres 2012 résultats détaillés        | Vincent Hancock (USA)   | Anders Golding (DEN)      | Nasser al-Attiyah (QAT)     |
| Rio de Janeiro 2016 résultats détaillés | Gabriele Rossetti (ITA) | Marcus Svensson (SWE)     | Abdullah al-Rashidi (IOA)   |
| Tokyo 2020 résultats détaillés          | Vincent Hancock (USA)   | Jesper Hansen (DEN)       | Abdullah Alrashidi (KUW)    |
| Paris 2024 résultats détaillés          | Vincent Hancock (USA)   | Conner Prince (USA)       | Lee Meng-yuan (TPE)         |

#### Trap (fosse olympique)
| Édition                                 | Or                        | Argent                  | Bronze                      |
| --------------------------------------- | ------------------------- | ----------------------- | --------------------------- |
| Paris 1900                              | Roger de Barbarin (FRA)   | René Guyot (BEL)        | Justinien Clary (FRA)       |
| Londres 1908                            | Walter Henry Ewing (CAN)  | George Beattie (CAN)    | Alexander Maunder (GBR)     |
| Stockholm 1912                          | James Graham (USA)        | Alfred Goeldel (GER)    | Harry Blau (RUS)            |
| Anvers 1920                             | Mark Arie (USA)           | Frank Troeh (USA)       | Frank Wright (USA)          |
| Paris 1924                              | Gyula Halasy (HUN)        | Konrad Huber (FIN)      | Frank Hughes (USA)          |
| Helsinki 1952                           | George Genereux (CAN)     | Knut Holmqvist (SWE)    | Hans Liljedahl (SWE)        |
| Melbourne 1956                          | Galliano Rossini (ITA)    | Adam Smelczyński (POL)  | Alessandro Ciceri (ITA)     |
| Rome 1960                               | Ion Dumitrescu (ROU)      | Galliano Rossini (ITA)  | Sergei Kalinin (URS)        |
| Tokyo 1964                              | Ennio Mattarelli (ITA)    | Pavel Senichev (URS)    | William Morris (USA)        |
| Mexico 1968                             | Bob Braithwaite (GBR)     | Thomas Garrigus (USA)   | Kurt Czekalla (RDA)         |
| Munich 1972                             | Angelo Scalzone (ITA)     | Michel Carrega (FRA)    | Silvano Basagni (ITA)       |
| Montréal 1976                           | Donald Haldeman (USA)     | Armando Marques (POR)   | Ubaldesco Baldi (ITA)       |
| Moscou 1980                             | Luciano Giovannetti (ITA) | Rustam Yambulatov (URS) | Jörg Damme (RDA)            |
| Los Angeles 1984                        | Luciano Giovannetti (ITA) | Francisco Boza (PER)    | Daniel Carlisle (USA)       |
| Séoul 1988                              | Dimitri Monakov (URS)     | Miloslav Bednařik (TCH) | Frans Peeters (BEL)         |
| Barcelone 1992                          | Petr Hrdlička (CZE)       | Kazumi Watanabe (JPN)   | Marco Venturini (ITA)       |
| Atlanta 1996                            | Russell Mark (AUS)        | Albano Pera (ITA)       | Zhang Bing (CHN)            |
| Sidney 2000 résultats détaillés         | Michael Diamond (AUS)     | Ian Peel (GBR)          | Giovanni Pellielo (ITA)     |
| Athènes 2004 résultats détaillés        | Aleksey Alipov (RUS)      | Giovanni Pellielo (ITA) | Adam Vella (AUS)            |
| Pékin 2008 résultats détaillés          | David Kostelecký (CZE)    | Giovanni Pellielo (ITA) | Aleksey Alipov (RUS)        |
| Londres 2012 résultats détaillés        | Giovanni Cernogoraz (CRO) | Massimo Fabbrizi (ITA)  | Fehaid Al-Deehani (KUW)     |
| Rio de Janeiro 2016 résultats détaillés | Josip Glasnović (CRO)     | Giovanni Pellielo (ITA) | Edward Ling (GBR)           |
| Tokyo 2020 résultats détaillés          | Jiří Lipták (CZE)         | David Kostelecký (CZE)  | Matthew Coward-Holley (GBR) |
| Tokyo 2024 résultats détaillés          | Nathan Hales (GBR)        | Qi Ying (CHN)           | Jean Pierre Brol (GUA)      |

### Femmes

#### Pistolet air comprimé 10 m
| Édition                                 | Or                           | Argent                       | Bronze                  |
| --------------------------------------- | ---------------------------- | ---------------------------- | ----------------------- |
| Séoul 1988                              | Jasna Šekarić (YUG)          | Nino Salukvadze (URS)        | Marina Logvinenko (URS) |
| Barcelone 1992                          | Marina Logvinenko (EUN)      | Jasna Šekarić (IOP)          | Maria Grozdeva (BUL)    |
| Atlanta 1996                            | Olga Klochneva (RUS)         | Marina Logvinenko (RUS)      | Maria Grozdeva (BUL)    |
| Sidney 2000 résultats détaillés         | Tao Luna (CHN)               | Jasna Šekarić (YUG)          | Annemarie Forder (AUS)  |
| Athènes 2004 résultats détaillés        | Olena Kostevych (UKR)        | Jasna Šekarić (SCG)          | Maria Grozdeva (BUL)    |
| Pékin 2008 résultats détaillés          | Guo Wenjun (CHN)             | Natalia Paderina (RUS)       | Nino Salukvadze (GEO)   |
| Londres 2012 résultats détaillés        | Guo Wenjun (CHN)             | Céline Goberville (FRA)      | Olena Kostevych (UKR)   |
| Rio de Janeiro 2016 résultats détaillés | Zhang Mengxue (CHN)          | Vitalina Batsarashkina (RUS) | Ánna Korakáki (GRE)     |
| Tokyo 2020 résultats détaillés          | Vitalina Batsarashkina (ROC) | Antoaneta Kostadinova (BUL)  | Jiang Ranxin (CHN)      |
| Paris 2024 résultats détaillés          | Oh Ye-jin (KOR)              | Kim Ye-ji (KOR)              | Manu Bhaker (IND)       |

#### Carabine air comprimé 10 m
| Édition                                 | Or                      | Argent                     | Bronze                  |
| --------------------------------------- | ----------------------- | -------------------------- | ----------------------- |
| Los Angeles 1984                        | Pat Spurgin (USA)       | Edith Gufler (ITA)         | Wu Xiaoxuan (CHN)       |
| Séoul 1988                              | Irina Shilova (URS)     | Silvia Sperber (RFA)       | Anna Malukhina (URS)    |
| Barcelone 1992                          | Yeo Kab-soon (KOR)      | Vesela Lecheva (BUL)       | Aranka Binder (IOP)     |
| Atlanta 1996                            | Renata Mauer (POL)      | Petra Horneber (GER)       | Aleksandra Ivošev (YUG) |
| Sidney 2000 résultats détaillés         | Nancy Johnson (USA)     | Kang Cho-hyun (KOR)        | Gao Jing (CHN)          |
| Athènes 2004 résultats détaillés        | Du Li (CHN)             | Lyubov Galkina (RUS)       | Kateřina Kůrková (CZE)  |
| Pékin 2008 résultats détaillés          | Kateřina Emmons (CZE)   | Lyubov Galkina (RUS)       | Snježana Pejčić (CRO)   |
| Londres 2012 résultats détaillés        | Yi Siling (CHN)         | Sylwia Bogacka (POL)       | Yu Dan (CHN)            |
| Rio de Janeiro 2016 résultats détaillés | Virginia Thrasher (USA) | Du Li (CHN)                | Yi Siling (CHN)         |
| Tokyo 2020 résultats détaillés          | Yang Qian (CHN)         | Anastasiia Galashina (ROC) | Nina Christen (SUI)     |
| Paris 2024 résultats détaillés          | Ban Hyo-jin (KOR)       | Huang Yuting (CHN)         | Audrey Gogniat (SUI)    |

#### Pistolet 25 m
| Édition                                 | Or                           | Argent                     | Bronze                      |
| --------------------------------------- | ---------------------------- | -------------------------- | --------------------------- |
| Los Angeles 1984                        | Linda Thom (CAN)             | Ruby Fox (USA)             | Patricia Dench (AUS)        |
| Séoul 1988                              | Nino Salukvadze (URS)        | Michiko Hasegawa (JPN)     | Jasna Šekarić (YUG)         |
| Barcelone 1992                          | Marina Logvinenko (EUN)      | Li Duihong (CHN)           | Dorjsuren Munkbayar (MGL)   |
| Atlanta 1996                            | Li Duihong (CHN)             | Diana Iorgova (BUL)        | Marina Logvinenko (RUS)     |
| Sidney 2000 résultats détaillés         | Maria Grozdeva (BUL)         | Tao Luna (CHN)             | Lalita Yauhleuskaya (BLR)   |
| Athènes 2004 résultats détaillés        | Maria Grozdeva (BUL)         | Lenka Hykova (CZE)         | Irada Ashumova (AZE)        |
| Pékin 2008 résultats détaillés          | Chen Ying (CHN)              | Otryadyn Gündegmaa (MGL)   | Munkhbayar Dorjsuren (GER)  |
| Londres 2012 résultats détaillés        | Kim Jang-mi (KOR)            | Chen Ying (CHN)            | Olena Kostevych (UKR)       |
| Rio de Janeiro 2016 résultats détaillés | Ánna Korakáki (GRE)          | Monika Karsch (GER)        | Heidi Diethelm Gerber (SUI) |
| Tokyo 2020 résultats détaillés          | Vitalina Batsarashkina (ROC) | Kim Min-jung (KOR)         | Xiao Jiaruixuan (CHN)       |
| Paris 2024 résultats détaillés          | Yang Ji-in (KOR)             | Camille Jedrzejewski (FRA) | Veronika Major (HUN)        |

#### Carabine trois positions 50 m
L'Américaine Margaret Murdock a remporté dans cette discipline la médaille d'argent en 1976, alors évènement mixte.
| Édition                                 | Or                          | Argent                   | Bronze                        |
| --------------------------------------- | --------------------------- | ------------------------ | ----------------------------- |
| Los Angeles 1984                        | Wu Xiaoxuan (CHN)           | Ulrike Holmer (RFA)      | Wanda Jewell (USA)            |
| Séoul 1988                              | Silvia Sperber (RFA)        | Vesela Lecheva (BUL)     | Valentina Cherkasova (URS)    |
| Barcelone 1992                          | Launi Meili (USA)           | Nonka Matova (BUL)       | Małgorzata Książkiewicz (POL) |
| Atlanta 1996                            | Aleksandra Ivošev (YUG)     | Irina Gerasimenok (RUS)  | Renata Mauer (POL)            |
| Sidney 2000 résultats détaillés         | Renata Mauer-Rozanska (POL) | Tatiana Goldobina (RUS)  | Maria Feklistova (RUS)        |
| Athènes 2004 résultats détaillés        | Lyubov Galkina (RUS)        | Valentina Turisini (ITA) | Wang Chengyi (CHN)            |
| Pékin 2008 résultats détaillés          | Du Li (CHN)                 | Kateřina Emmons (CZE)    | Eglis Yaima Cruz (CUB)        |
| Londres 2012 résultats détaillés        | Jamie Lynn Gray (USA)       | Ivana Maksimović (SRB)   | Adéla Sýkorová (CZE)          |
| Rio de Janeiro 2016 résultats détaillés | Barbara Engleder (GER)      | Zhang Binbin (CHN)       | Du Li (CHN)                   |
| Tokyo 2020 résultats détaillés          | Nina Christen (SUI)         | Yulia Zykova (ROC)       | Yulia Karimova (ROC)          |
| Pais 2024 résultats détaillés           | Chiara Leone (SUI)          | Sagen Maddalena (USA)    | Zhang Qiongyue (CHN)          |

#### Skeet
La Chinoise Zhang Shan a remporté dans cette discipline la médaille d'or en 1992, alors encore évènement mixte. L'édition de 1996 était réservée aux hommes. La catégorie féminnie est ajoutée à partir des Jeux de 2000.
| Édition                                 | Or                            | Argent                | Bronze                        |
| --------------------------------------- | ----------------------------- | --------------------- | ----------------------------- |
| Sidney 2000 résultats détaillés         | Zemfira Meftakhetdinova (AZE) | Svetlana Demina (RUS) | Diána Igaly (HUN)             |
| Athènes 2004 résultats détaillés        | Diána Igaly (HUN)             | Wei Ning (CHN)        | Zemfira Meftakhetdinova (AZE) |
| Pékin 2008 résultats détaillés          | Chiara Cainero (ITA)          | Kim Rhode (USA)       | Christine Brinker (GER)       |
| Londres 2012 résultats détaillés        | Kim Rhode (USA)               | Wei Ning (CHN)        | Danka Barteková (SVK)         |
| Rio de Janeiro 2016 résultats détaillés | Diana Bacosi (ITA)            | Chiara Cainero (ITA)  | Kim Rhode (USA)               |
| Tokyo 2020 résultats détaillés          | Amber English (USA)           | Diana Bacosi (ITA)    | Wei Meng (CHN)                |
| Paris 2024 résultats détaillés          | Francisca Crovetto (CHI)      | Amber Rutter (GBR)    | Austen Smith (USA)            |

#### Trap (fosse olympique)
| Édition                                 | Or                             | Argent                   | Bronze                      |
| --------------------------------------- | ------------------------------ | ------------------------ | --------------------------- |
| Sidney 2000 résultats détaillés         | Daina Gudzinevičiūtė (LTU)     | Delphine Racinet (FRA)   | Gao E (CHN)                 |
| Athènes 2004 résultats détaillés        | Suzanne Balogh (AUS)           | Maria Quintanal (ESP)    | Lee Bo-na (KOR)             |
| Pékin 2008 résultats détaillés          | Satu Makela-Nummela (FIN)      | Zuzana Štefečeková (SVK) | Corey Cogdell (USA)         |
| Londres 2012 résultats détaillés        | Jessica Rossi (ITA)            | Zuzana Štefečeková (SVK) | Delphine Réau-Racinet (FRA) |
| Rio de Janeiro 2016 résultats détaillés | Catherine Skinner (AUS)        | Natalie Rooney (NZL)     | Corey Cogdell (USA)         |
| Tokyo 2020 résultats détaillés          | Zuzana Rehák-Štefečeková (SVK) | Kayle Browning (USA)     | Alessandra Perilli (SMR)    |
| Paris 2024 résultats détaillés          | Adriana Ruano Oliva (GUA)      | Silvana Stanco (ITA)     | Penny Smith (AUS)           |

### Mixte (par équipes)

#### Pistolet air comprimé 10 m
| Édition                        | Or                                     | Argent                                                             | Bronze                                |
| ------------------------------ | -------------------------------------- | ------------------------------------------------------------------ | ------------------------------------- |
| Tokyo 2020 résultats détaillés | Chine Jiang Ranxin Pang Wei            | Comité olympique de Russie Vitalina Batsarashkina Artem Chernousov | Ukraine Olena Kostevych Oleh Omelchuk |
| Tokyo 2020 résultats détaillés | Serbie - Zorana Arunović - Damir Mikec | Turquie - Yusuf Dikeç - Şevval İlayda Tarhan                       | Inde - Manu Bhaker - Sarabjot Singh   |

#### Carabine air comprimé 10 m
| Édition                        | Or                             | Argent                                  | Bronze                                                     |
| ------------------------------ | ------------------------------ | --------------------------------------- | ---------------------------------------------------------- |
| Tokyo 2020 résultats détaillés | Chine Yang Qian Yang Haoran    | États-Unis Mary Tucker Lucas Kozeniesky | Comité olympique de Russie Yulia Karimova Sergey Kamenskiy |
| Paris 2024 résultats détaillés | Chine Huang Yuting Sheng Lihao | Corée du Sud Keum Ji-hyeon Park Ha-jun  | Kazakhstan Alexandra Le Islam Satpayev (es)                |

#### Skeet
L'épreuve est originellement appelée « tir aux pigeons d'argile par équipe ». À partir de l'édition 2020, les équipes sont mixtes et paritaires (composées obligatoirement d'un homme et d'une femme, alors que le choix de la composition était ouvert auparavant).
| Édition                        | Or | Argent | Bronze |
| ------------------------------ | --- | --- | --- |
| Londres 1908                   | Grande-Bretagne Alexander Maunder James F. Pike Charles Palmer John M. Postans Frank W. Moore Peter Easte | Canada Walter Henry Ewing David McMackon George Beattie George L. Vivian Arthur W. Westover Mylie E. Fletcher | Grande-Bretagne George Whitaker Gerald H. Skinner John Hurst Butt William B. Morris Harold P. Creasey Richard Hutton  |
| Stockholm 1912                 | États-Unis Charles Billings Edward Gleason James Graham Frank Hall John Hendrickson Ralph Spotts          | Grande-Bretagne John Butt William Grosvenor Harold Humby Alexander Maunder Charles Palmer George Whitaker     | Allemagne Alfred Goeldel Horst Goeldel Erland Koch Albert Preuß Erich Graf von Bernstorff Franz von Zedlitz und Leipe |
| Anvers 1920                    | États-Unis Mark Arie Horace Bonser Jay Clark Forest McNeir Frank Troeh Frank Wright                       | Belgique Albert Bosquet Joseph Cogels Émile Dupont Edouard Fesinger Henri Quersin Louis Van Tilt              | Suède Per Kinde Fredric Landelius Erik Lundqvist Karl Richter Erik Sökjer-Petersén Alfred Swahn                       |
| Paris 1924                     | États-Unis Frederick Etchen Frank Hughes Samuel Sharman William Silkworth John Noel Clarence Platt        | Canada George Beattie John Black Robert Montgomery Samuel Vance William Barnes Samuel Newton                  | Finlande Werner Ekman Konrad Huber Robert Huber Toivo Tikkanen Georg Nordblad Karl Magnus Wegelius                    |
| Tokyo 2020 résultats détaillés | Espagne Fátima Gálvez Alberto Fernández                                                                   | Saint-Marin Alessandra Perilli Gian Marco Berti                                                               | États-Unis Madelynn Ann Bernau Brian Burrows                                                                          |
| Paris 2024 résultats détaillés | Italie - Diana Bacosi - Gabriele Rossetti                                                                 | États-Unis - Austen Smith - Vincent Hancock                                                                   | Chine - Jiang Yiting - Lyu Jianlin                                                                                    |

## Anciennes épreuves

### Hommes

#### Double trap
| Édition                                 | Or                      | Argent                           | Bronze                  |
| --------------------------------------- | ----------------------- | -------------------------------- | ----------------------- |
| Atlanta 1996                            | Russell Mark (AUS)      | Albano Pera (ITA)                | Zhang Bing (CHN)        |
| Sidney 2000 résultats détaillés         | Richard Faulds (GBR)    | Russell Mark (AUS)               | Fehaid al-Deehani (KUW) |
| Athènes 2004 résultats détaillés        | Ahmed al-Maktoum (UAE)  | Rajyavardhan Singh Rathore (IND) | Zheng Wang (CHN)        |
| Pékin 2008 résultats détaillés          | Walton Eller (USA)      | Francesco D'Aniello (ITA)        | Binyuan Hu (CHN)        |
| Londres 2012 résultats détaillés        | Peter Wilson (GBR)      | Håkan Dahlby (SWE)               | Vasily Mosin (RUS)      |
| Rio de Janeiro 2016 résultats détaillés | Fehaid al-Deehani (IOA) | Marco Innocenti (ITA)            | Steven Scott (GBR)      |

#### Pistolet d'ordonnance 25 m individuel
| Édition                          | Or               | Argent             | Bronze                 |
| -------------------------------- | ---------------- | ------------------ | ---------------------- |
| Athènes 1896 résultats détaillés | John Paine (USA) | Sumner Paine (USA) | Nikólaos Dorákis (GRE) |

#### Pistolet d'ordonnance 30 m individuel
| Édition     | Or                       | Argent                | Bronze             |
| ----------- | ------------------------ | --------------------- | ------------------ |
| Anvers 1920 | Guilherme Paraense (BRA) | Raymond Bracken (USA) | Fritz Zulauf (SUI) |

#### Pistolet d'ordonnance 30 m par équipes
| Édition        | Or                                                                              | Argent | Bronze                                                                          |
| -------------- | ------------------------------------------------------------------------------- | --- | ------------------------------------------------------------------------------- |
| Stockholm 1912 | Suède Eric Carlberg Vilhelm Carlberg Johan Hübner von Holst Paul Palén          | Russie Amos Kash Nikolai Melnitsky Grigori Panteleimonov Pavel Voyloshnikov                                  | Grande-Bretagne Hugh Durant Albert Kempster Horatio Poulter Charles Stewart     |
| Anvers 1920    | États-Unis Karl Frederick Louis Harant Michael Kelly Alfred Lane James H. Snook | Grèce Georgios Moraitinis Iason Sappas Alexandros Theofilakis Ioannis Theofilakis Alexandros Vrasivanopoulos | Suisse Gustave Amoudruz Hans Egli Domenico Giambonini Joseph Jehle Fritz Zulauf |

#### Carabine d'ordonnance 200 m individuel
| Édition                          | Or                        | Argent                | Bronze                   |
| -------------------------------- | ------------------------- | --------------------- | ------------------------ |
| Athènes 1896 résultats détaillés | Pantelís Karasevdás (GRE) | Pávlos Pavlídis (GRE) | Nikólaos Trikoúpis (GRE) |

#### Carabine d'ordonnance 300 m couché individuel
| Édition     | Or               | Argent             | Bronze             |
| ----------- | ---------------- | ------------------ | ------------------ |
| Anvers 1920 | Otto Olsen (NOR) | Léon Johnson (FRA) | Fritz Kuchen (SUI) |

#### Carabine d'ordonnance 300 m couché par équipes
| Édition     | Or                                                                              | Argent                                                                         | Bronze                                                                                     |
| ----------- | ------------------------------------------------------------------------------- | ------------------------------------------------------------------------------ | ------------------------------------------------------------------------------------------ |
| Anvers 1920 | États-Unis Morris Fisher Joseph Jackson Willis A. Lee Carl Osburn Lloyd Spooner | France Léon Johnson André Parmentier Achille Paroche Georges Roes Émile Rumeau | Finlande Voitto Kolho Kalle Lappalainen Veli Nieminen Vilho Vauhkonen Karl Magnus Wegelius |

#### Carabine d'ordonnance 300 m debout individuel
| Édition     | Or                | Argent                   | Bronze                   |
| ----------- | ----------------- | ------------------------ | ------------------------ |
| Anvers 1920 | Carl Osburn (USA) | Lars Jørgen Madsen (DEN) | Lawrence Nuesslein (USA) |

#### Carabine d'ordonnance 300 m debout par équipes
| Édition     | Or                                                                                               | Argent                                                                                   | Bronze                                                                            |
| ----------- | ------------------------------------------------------------------------------------------------ | ---------------------------------------------------------------------------------------- | --------------------------------------------------------------------------------- |
| Anvers 1920 | Danemark Niels Larsen Lars Jørgen Madsen Anders Peter Nielsen Anders Petersen Erik Sætter-Lassen | États-Unis Thomas Brown Willis Augustus Lee Lawrence Nuesslein Carl Osburn Lloyd Spooner | Suède Olle Ericsson Mauritz Eriksson Walfrid Hellman Hugo Johansson Leon Lagerlöf |

#### Carabine d'ordonnance 300 m trois positions
| Édition        | Or                   | Argent            | Bronze                |
| -------------- | -------------------- | ----------------- | --------------------- |
| Stockholm 1912 | Sándor Prokopp (HUN) | Carl Osburn (USA) | Engebret Skogen (NOR) |

#### Carabine d'ordonnance 300 m par équipes
| Édition        | Or | Argent | Bronze |
| -------------- | --- | --- | --- |
| Londres 1908   | États-Unis William F. Leushner William Martin Charles B. Winder Kellog Kennon Venable Casey Albert Eastman Charles Summer Benedict | Grande-Bretagne Harcourt Ommundsen Fleetwood Ernest Varley Arthur George Fulton Philip Wigham Richardson William G. Padgett John E. Martin | Canada Harry Kerr William Smith Charles Robert Crowe Bertram Williams William Merrill Eastcott Dugald McInnes |
| Stockholm 1912 | États-Unis Harry Adams Allan Briggs Cornelius Burdette John Jackson Carl Osburn Warren Sprout                                      | Grande-Bretagne Henry Burr Arthur Fulton Harcourt Ommundsen Edward Parnell James Reid Edward Skilton                                       | Suède Carl Björkman Tönnes Björkman Mauritz Eriksson Werner Jernström Hugo Johansson Bernhard Larsson         |

#### Carabine d'ordonnance 600 m couché individuel
| Édition     | Or                   | Argent                 | Bronze              |
| ----------- | -------------------- | ---------------------- | ------------------- |
| Anvers 1920 | Hugo Johansson (SWE) | Mauritz Eriksson (SWE) | Lloyd Spooner (USA) |

#### Carabine d'ordonnance 600 m couché par équipes
| Édition     | Or                                                                                        | Argent                                                                                             | Bronze                                                                                 |
| ----------- | ----------------------------------------------------------------------------------------- | -------------------------------------------------------------------------------------------------- | -------------------------------------------------------------------------------------- |
| Anvers 1920 | États-Unis Dennis Fenton Joseph Jackson Willis Augustus Lee Oliver Schriver Lloyd Spooner | Union d'Afrique du Sud Robert Bodley Ferdinand Buchanan George Harvey Frederick Morgan David Smith | Suède Erik Blomqvist Mauritz Eriksson Hugo Johansson Gustaf Adolf Jonsson Erik Ohlsson |

#### Carabine d'ordonnance 300+600 m couché par équipes
| Édition     | Or                                                                                | Argent                                                                      | Bronze                                                                        |
| ----------- | --------------------------------------------------------------------------------- | --------------------------------------------------------------------------- | ----------------------------------------------------------------------------- |
| Anvers 1920 | États-Unis Joseph Jackson Willis A. Lee Carl Osburn Oliver Schriver Lloyd Spooner | Norvège Albert Helgerud Otto Olsen Jacob Onsrud Østen Østensen Olaf Sletten | Suisse Fritz Kuchen Walter Lienhard Arnold Rösli Albert Tröndle Caspar Widmer |

#### Tir au cerf courant à 100 m coup simple individuel
| Édition        | Or                 | Argent                      | Bronze                         |
| -------------- | ------------------ | --------------------------- | ------------------------------ |
| Londres 1908   | Oscar Swahn (SWE)  | Ted Ranken (GBR)            | Alexander Elliott Rogers (GBR) |
| Stockholm 1912 | Alfred Swahn (SWE) | Åke Lundeberg (SWE)         | Nestori Toivonen (RUS)         |
| Anvers 1920    | Otto Olsen (NOR)   | Alfred Swahn (SWE)          | Harald Natvig (NOR)            |
| Paris 1924     | John Boles (USA)   | Cyril Mackworth-Praed (GBR) | Otto Olsen (NOR)               |

#### Tir au cerf courant à 100 m coup simple par équipes
| Édition        | Or                                                                          | Argent                                                                                     | Bronze                                                                                   |
| -------------- | --------------------------------------------------------------------------- | ------------------------------------------------------------------------------------------ | ---------------------------------------------------------------------------------------- |
| Londres 1908   | Suède Arvid Knöppel Ernst Rosell Alfred Swahn Oscar Swahn                   | Grande-Bretagne Walter Ellicott William Russell Lane-Joynt Charles Nix Ted Ranken          | Non attribuée                                                                            |
| Stockholm 1912 | Suède Per-Olof Arvidsson Åke Lundeberg Alfred Swahn Oscar Swahn             | États-Unis William Leushner William Libbey William McDonnell Walter Winans                 | Finlande Axel Londen Ernst Rosenqvist Nestori Toivonen Iivar Väänänen                    |
| Anvers 1920    | Norvège Einar Liberg Ole Lilloe-Olsen Harald Natvig Hans Nordvik Otto Olsen | Finlande Yrjö Kolho Kalle Lappalainen Toivo Tikkanen Nestori Toivonen Karl Magnus Wegelius | États-Unis Thomas Brown Willis Augustus Lee Lawrence Nuesslein Carl Osburn Lloyd Spooner |
| Paris 1924     | Norvège Einar Liberg Ole Lilloe-Olsen Harald Natvig Otto Olsen              | Suède Otto Hultberg Mauritz Johansson Fredric Landelius Alfred Swahn                       | États-Unis John Boles Raymond Coulter Dennis Fenton Walter Stokes                        |

#### Tir au cerf courant à 100 m coup double individuel
| Édition        | Or                     | Argent                      | Bronze             |
| -------------- | ---------------------- | --------------------------- | ------------------ |
| Londres 1908   | Walter Winans (USA)    | Ted Ranken (GBR)            | Oscar Swahn (SWE)  |
| Stockholm 1912 | Åke Lundeberg (SWE)    | Edward Benedicks (SWE)      | Oscar Swahn (SWE)  |
| Anvers 1920    | Ole Lilloe-Olsen (NOR) | Fredric Landelius (SWE)     | Einar Liberg (NOR) |
| Paris 1924     | Ole Lilloe-Olsen (NOR) | Cyril Mackworth-Praed (GBR) | Alfred Swahn (SWE) |

#### Tir au cerf courant à 100 m coup double par équipes
| Édition     | Or                                                                                  | Argent                                                                              | Bronze                                                                                   |
| ----------- | ----------------------------------------------------------------------------------- | ----------------------------------------------------------------------------------- | ---------------------------------------------------------------------------------------- |
| Anvers 1920 | Norvège Thorstein Johansen Einar Liberg Ole Lilloe-Olsen Harald Natvig Hans Nordvik | Suède Edward Benedicks Bengt Lagercrantz Fredric Landelius Alfred Swahn Oscar Swahn | Finlande Yrjö Kolho Toivo Tikkanen Nestori Toivonen Vilho Vauhkonen Karl Magnus Wegelius |
| Paris 1924  | Grande-Bretagne Cyril Mackworth-Praed Philip Neame Herbert Perry Allen Whitty       | Norvège Einar Liberg Ole Lilloe-Olsen Harald Natvig Otto Olsen                      | Suède Axel Ekblom Mauritz Johansson Fredric Landelius Alfred Swahn                       |

#### Tir au cerf courant à 100 m coups simple et double
| Édition        | Or                     | Argent               | Bronze                   |
| -------------- | ---------------------- | -------------------- | ------------------------ |
| Helsinki 1952  | John Larsen (NOR)      | Olof Sköldberg (SWE) | Tauno Mäki (FIN)         |
| Melbourne 1956 | Vitali Romanenko (URS) | Olof Sköldberg (SWE) | Vladimir Sevryugin (URS) |

#### Carabine libre à 300 m trois positions
| Édition                          | Or                       | Argent                      | Bronze                                  |
| -------------------------------- | ------------------------ | --------------------------- | --------------------------------------- |
| Athènes 1896 résultats détaillés | Yeóryios Orfanídis (GRE) | Ioannis Frangoudis (GRE)    | Viggo Jensen (DEN)                      |
| Paris 1900 résultats détaillés   | Emil Kellenberger (SUI)  | Anders Peter Nielsen (DEN)  | Ole Østmo (NOR) Paul van Asbroeck (BEL) |
| Londres 1908                     | Albert Helgerud (NOR)    | Harry E. Simon (USA)        | Olaf Saether (NOR)                      |
| Stockholm 1912                   | Paul Colas (FRA)         | Lars Jørgen Madsen (DEN)    | Niels Larsen (DEN)                      |
| Londres 1948                     | Emil Gruenig (SUI)       | Pauli Janhonen (FIN)        | Willy Røgeberg (NOR)                    |
| Helsinki 1952                    | Anatoli Bogdanov (URS)   | Robert Bürchler (SUI)       | Lev Weinstein (URS)                     |
| Melbourne 1956                   | Vasili Borisov (URS)     | Allan Erdman (URS)          | Vilho Ylönen (FIN)                      |
| Rome 1960                        | Hubert Hammerer (AUT)    | Hans Rudolf Spillmann (SUI) | Vassily Borisov (URS)                   |
| Tokyo 1964                       | Gary Anderson (USA)      | Shota Kveliashvili (URS)    | Martin Gunnarsson (USA)                 |
| Mexico 1968                      | Gary Anderson (USA)      | Valentin Kornev (URS)       | Kurt Müller (SUI)                       |
| Munich 1972                      | Lones Wigger (USA)       | Boris Melnik (URS)          | Lajos Papp (HUN)                        |

#### Carabine libre à 300 m couché
| Édition                        | Or                    | Argent                     | Bronze          |
| ------------------------------ | --------------------- | -------------------------- | --------------- |
| Paris 1900 résultats détaillés | Achille Paroche (FRA) | Anders Peter Nielsen (DEN) | Ole Østmo (NOR) |

#### Carabine libre à 300 m à genoux
| Édition                        | Or                   | Argent                                             | Bronze |
| ------------------------------ | -------------------- | -------------------------------------------------- | ------ |
| Paris 1900 résultats détaillés | Konrad Stäheli (SUI) | Emil Kellenberger (SUI) Anders Peter Nielsen (DEN) |        |

#### Carabine libre à 300 m debout
| Édition                        | Or                       | Argent          | Bronze                          |
| ------------------------------ | ------------------------ | --------------- | ------------------------------- |
| Paris 1900 résultats détaillés | Lars Jørgen Madsen (DEN) | Ole Østmo (NOR) | Charles Paumier du Verger (BEL) |

#### Carabine libre à 300 m par équipes
| Édition                        | Or | Argent | Bronze                                                                                          |
| ------------------------------ | --- | --- | ----------------------------------------------------------------------------------------------- |
| Paris 1900 résultats détaillés | Suisse Franz Böckli Konrad Stäheli Louis-Marc Richardet Alfred Grüter Emil Kellenberger                  | Norvège Hellmer Hermandsen Tom Seeberg Ole Andreas Saether Olaf Emil Frydenlund Ole Østmo                       | France René Thomas Maurice Lecoq Achille Paroche Auguste Cavadini Léon Moreaux                  |
| Londres 1908                   | Norvège Albert Helgerud Julius Braathe Einar Liberg Olaf Saether Ole Andreas Saether Gudbrand Skatteboe  | Suède Per Olof Arvidsson Janne Gustafsson Axel Jansson Gustaf Adolf Jonsson Claës Rundberg Gustav Adolf Sjöberg | France Eugène Balme Albert Courquin Raoul de Boigne Léon Johnson Maurice Lecoq André Parmentier |
| Stockholm 1912                 | Suède Carl Björkman Erik Blomqvist Mauritz Eriksson Hugo Johansson Gustaf Adolf Jonsson Bernhard Larsson | Norvège Albert Helgerud Einar Liberg Østen Østensen Olaf Sæther Ole Sæther Gudbrand Skatteboe                   | Danemark Niels Andersen Jens Hajslund Laurits Larsen Niels Larsen Lars Jørgen Madsen Ole Olsen  |
| Anvers 1920                    | États-Unis Dennis Fenton Morris Fisher Willis A. Lee Carl Osburn Lloyd Spooner                           | Norvège Albert Helgerud Otto Olsen Østen Østensen Gudbrand Skatteboe Olaf Sletten                               | Suisse Gustave Amoudruz Ulrich Fahrner Fritz Kuchen Werner Schneeberger Bernhard Siegenthaler   |
| Paris 1924                     | États-Unis Raymond Coulter Joseph Crockett Morris Fisher Sidney Hinds Walter Stokes                      | France Paul Colas Albert Courquin Pierre Hardy Georges Roes Émile Rumeau                                        | Haïti Ludovic Augustin Destin Destine Eloi Metullus Astrel Rolland Ludovic Valborge             |

#### Carabine à 600 m couché
| Édition        | Or                  | Argent            | Bronze             |
| -------------- | ------------------- | ----------------- | ------------------ |
| Stockholm 1912 | Paul Colas (FRA)    | Carl Osburn (USA) | John Jackson (USA) |
| Paris 1924     | Morris Fisher (USA) | Carl Osburn (USA) | Niels Larsen (DEN) |

#### Carabine à 1000 yards couché
| Édition      | Or                   | Argent                            | Bronze              |
| ------------ | -------------------- | --------------------------------- | ------------------- |
| Londres 1908 | Joshua Millner (GBR) | Kellog Kennon Venable Casey (USA) | Maurice Blood (GBR) |

#### Petite carabine à 25 yards sur cible mobile
| Édition      | Or                         | Argent                    | Bronze                   |
| ------------ | -------------------------- | ------------------------- | ------------------------ |
| Londres 1908 | John Francis Fleming (GBR) | Michael K. Matthews (GBR) | William B. Marsden (GBR) |

#### Petite carabine à 25 yards sur cible mouvante
| Édition      | Or                           | Argent                  | Bronze                   |
| ------------ | ---------------------------- | ----------------------- | ------------------------ |
| Londres 1908 | William Kensett Styles (GBR) | Harold I. Hawkins (GBR) | Edward John Amoore (GBR) |

#### Carabine 60 coups à 50 m sur cible fixe couché
| Édition      | Or                          | Argent                     | Bronze              |
| ------------ | --------------------------- | -------------------------- | ------------------- |
| Londres 1908 | Arthur Ashton Carnell (GBR) | Harry Robinson Humby (GBR) | George Barnes (GBR) |

#### Cible mobile à 10 m
| Édition        | Or                     | Argent                  | Bronze               |
| -------------- | ---------------------- | ----------------------- | -------------------- |
| Barcelone 1992 | Michael Jakosits (GER) | Anatoli Asrabayev (EUN) | Luboš Račanský (TCH) |
| Atlanta 1996   | Yang Ling (CHN)        | Xiao Jun (CHN)          | Miroslav Januš (CZE) |
| Sidney 2000    | Yang Ling (CHN)        | Oleg Moldovan (MDA)     | Niu Zhiyuan (CHN)    |
| Athènes 2004   | Manfred Kurzer (GER)   | Aleksandr Blinov (RUS)  | Dimitri Lykin (RUS)  |

#### Cible mobile à 50 m
L'épreuve est mixte en 1972 et 1976, mais l'ensemble des médailles distribuées a été remporté par des hommes.
| Édition          | Or                     | Argent                   | Bronze                   |
| ---------------- | ---------------------- | ------------------------ | ------------------------ |
| Munich 1972      | Yakiv Zheleznyak (URS) | Helmut Bellingrodt (COL) | John Kynoch (GBR)        |
| Montréal 1976    | Aleksandr Gazov (URS)  | Aleksandr Kedyarov (URS) | Jerzy Greszkiewicz (POL) |
| Moscou 1980      | Igor Sokolov (URS)     | Thomas Pfeffer (RDA)     | Aleksandr Gazov (URS)    |
| Los Angeles 1984 | Li Yuwei (CHN)         | Helmut Bellingrodt (COL) | Huang Shiping (CHN)      |
| Séoul 1988       | Tor Heiestad (NOR)     | Huang Shiping (CHN)      | Hennadyy Avramenko (URS) |

#### Pistolet libre individuel
| Édition                                 | Or                        | Argent                     | Bronze                       |
| --------------------------------------- | ------------------------- | -------------------------- | ---------------------------- |
| 30 mètres                               |                           |                            |                              |
| Athènes 1896 résultats détaillés        | Sumner Paine (USA)        | Holger Nielsen (DEN)       | Ioannis Frangoudis (GRE)     |
| 50 mètres                               |                           |                            |                              |
| Paris 1900 résultats détaillés          | Conrad Karl Röderer (SUI) | Achille Paroche (FRA)      | Konrad Stäheli (SUI)         |
| 50 yards                                |                           |                            |                              |
| Londres 1908                            | Paul van Asbroeck (BEL)   | Réginald Storms (BEL)      | James Edward Gorman (USA)    |
| 50 mètres                               |                           |                            |                              |
| Stockholm 1912                          | Alfred Lane (USA)         | Peter Dolfen (USA)         | Charles Stewart (GBR)        |
| Anvers 1920                             | Karl Frederick (USA)      | Afrânio da Costa (BRA)     | Alfred Lane (USA)            |
| Berlin 1936                             | Torsten Ullman (SWE)      | Erich Krempel (GER)        | Charles des Jamonières (FRA) |
| Londres 1948                            | Edwin Vásquez (PER)       | Rudolf Schnyder (SUI)      | Torsten Ullman (SWE)         |
| Helsinki 1952                           | Huelet Benner (USA)       | Ángel León de Gozalo (ESP) | Ambrus Balogh (HUN)          |
| Melbourne 1956                          | Pentti Linnosvuo (FIN)    | Makhmud Umarov (URS)       | Offutt Pinion (USA)          |
| Rome 1960                               | Aleksey Gushchin (URS)    | Makhmud Umarov (URS)       | Yoshihisa Yoshikawa (JPN)    |
| Tokyo 1964                              | Väinö Markkanen (FIN)     | Franklin Green (USA)       | Yoshihisa Yoshikawa (JPN)    |
| Mexico 1968                             | Grigory Kosykh (URS)      | Heinz Mertel (RFA)         | Harald Vollmar (RDA)         |
| Munich 1972                             | Ragnar Skanåker (SWE)     | Dan Iuga (ROU)             | Rudolf Dollinger (AUT)       |
| Montréal 1976                           | Uwe Potteck (RDA)         | Harald Vollmar (RDA)       | Rudolf Dollinger (AUT)       |
| Moscou 1980                             | Aleksandr Melentiev (URS) | Harald Vollmar (RDA)       | Liubcho Diakov (BUL)         |
| Los Angeles 1984                        | Xu Haifeng (CHN)          | Ragnar Skanåker (SWE)      | Wang Yifu (CHN)              |
| Séoul 1988                              | Sorin Babii (ROU)         | Ragnar Skanåker (SWE)      | Ihar Basinski (URS)          |
| Barcelone 1992                          | Konstantin Lukashik (EUN) | Wang Yifu (CHN)            | Ragnar Skanåker (SWE)        |
| Atlanta 1996                            | Boris Kokorev (RUS)       | Ihar Basinski (BLR)        | Roberto Di Donna (ITA)       |
| Sidney 2000 résultats détaillés         | Tanyu Kiryakov (BUL)      | Ihar Basinski (BLR)        | Martin Tenk (CZE)            |
| Athènes 2004 résultats détaillés        | Mikhail Nestruev (RUS)    | Jin Jong-oh (KOR)          | Kim Jong-su (PRK)            |
| Pékin 2008 résultats détaillés          | Jin Jong-oh (KOR)         | Tan Zongliang (CHN)        | Vladimir Isakov (RUS)        |
| Londres 2012 résultats détaillés        | Jin Jong-oh (KOR)         | Choi Young-Rae (KOR)       | Wang Zhiwei (CHN)            |
| Rio de Janeiro 2016 résultats détaillés | Jin Jong-oh (KOR)         | Hoàng Xuân Vinh (VIE)      | Kim Song-guk (PRK)           |

#### Pistolet libre par équipes
| Édition                        | Or                                                                                         | Argent                                                                                           | Bronze |
| ------------------------------ | ------------------------------------------------------------------------------------------ | ------------------------------------------------------------------------------------------------ | --- |
| Pistolet libre à 50 mètres     |                                                                                            |                                                                                                  | |
| Paris 1900 résultats détaillés | Suisse Conrad Karl Röderer Konrad Stäheli Louis-Marc Richardet Friedrich Lüthi Paul Probst | France Achille Paroche Louis Dutfoy Léon Moreaux Jules Trinité Maurice Lecoq                     | Pays-Bas Dirk Boest Gips Henrik Sillem Antonius Bouwens Solko Johannes Van den Bergh Anthony Ahasuerus Sweys |
| Pistolet libre à 50 yards      |                                                                                            |                                                                                                  | |
| Londres 1908                   | États-Unis John A. Dietz Irving Romaro Calkins James Edward Gorman Charles Sumner Axtell   | Belgique Réginald Storms Charles Paumier du Vergier René Englebert Paul van Asbroeck             | Grande-Bretagne Henry George Lynch-Staunton Jesse Alfred Wallingford Geoffrey Horsman Coles Walter Ellicott  |
| Pistolet libre à 50 mètres     |                                                                                            |                                                                                                  | |
| Stockholm 1912                 | États-Unis John A. Dietz Peter Dolfen Alfred Lane Henry Sears                              | Suède Erik Boström Eric Carlberg Vilhelm Carlberg Georg de Laval                                 | Grande-Bretagne Hugh Durant Albert Kempster Horatio Poulter Charles Stewart                                  |
| Anvers 1920                    | États-Unis Raymond Bracken Karl Frederick Michael Kelly Alfred Lane James H. Snook         | Suède Anders Andersson Gunnar Gabrielsson Sigvard Hultcrantz Anders Johnson Casimir Reuterskiöld | Brésil Dario Barbosa Afrânio da Costa Guilherme Paraense Fernando Soledade Sebastião Wolf                    |

#### Petite carabine à 25 m individuel
| Édition        | Or                     | Argent                       | Bronze                |
| -------------- | ---------------------- | ---------------------------- | --------------------- |
| Stockholm 1912 | Vilhelm Carlberg (SWE) | Johan Hübner von Holst (SWE) | Gideon Ericsson (SWE) |

#### Petite carabine à 25 m par équipes
| Édition        | Or                                                                        | Argent                                                                | Bronze                                                                     |
| -------------- | ------------------------------------------------------------------------- | --------------------------------------------------------------------- | -------------------------------------------------------------------------- |
| Stockholm 1912 | Suède Gustaf Boivie Eric Carlberg Vilhelm Carlberg Johan Hübner von Holst | Grande-Bretagne William Milne Joseph Pepé William Pimm William Styles | États-Unis Frederick Hird William Leushner William McDonnell Warren Sprout |

#### Petite carabine à 50 m individuel
| Édition     | Or                             | Argent                 | Bronze                |
| ----------- | ------------------------------ | ---------------------- | --------------------- |
| Anvers 1920 | Lawrence Nuesslein (USA)       | Arthur Rothrock (USA)  | Dennis Fenton (USA)   |
| Paris 1924  | Pierre Coquelin de Lisle (FRA) | Marcus Dinwiddie (USA) | Josias Hartmann (SUI) |

#### Petite carabine à 50 m par équipes
| Édition                                          | Or                                                                                        | Argent                                                                            | Bronze                                                                           |
| ------------------------------------------------ | ----------------------------------------------------------------------------------------- | --------------------------------------------------------------------------------- | -------------------------------------------------------------------------------- |
| Petite carabine 50 yards + 100 yards par équipes |                                                                                           |                                                                                   |                                                                                  |
| Londres 1908                                     | Grande-Bretagne Edward Amoore Harold Humby Maurice Matthews William Pimm                  | Suède Eric Carlberg Vilhelm Carlberg Frans-Albert Schartau Johan Hübner von Holst | France Henri Bonnefoy Paul Colas Léon Lécuyer André Regaud                       |
| Petite carabine 50 mètres équipes                |                                                                                           |                                                                                   |                                                                                  |
| Stockholm 1912                                   | Grande-Bretagne Edward Lessimore Robert Murray Joseph Pepé William Pimm                   | Suède Eric Carlberg Vilhelm Carlberg Arthur Nordenswan Ruben Örtegren             | États-Unis Frederick Hird William Leushner Carl Osburn Warren Sprout             |
| Anvers 1920                                      | États-Unis Dennis Fenton Willis A. Lee Lawrence Nuesslein Arthur Rothrock Oliver Schriver | Suède Oscar Eriksson Sigvard Hultcrantz Leon Lagerlöf Erik Ohlsson Ragnar Stare   | Norvège Albert Helgerud Sigvart Johansen Anton Olsen Østen Østensen Olaf Sletten |

#### Carabine à 50 m couché
| Édition                                 | Or                       | Argent                   | Bronze                      |
| --------------------------------------- | ------------------------ | ------------------------ | --------------------------- |
| Stockholm 1912                          | Frederick Hird (USA)     | William Milne (GBR)      | Harold Burt (GBR)           |
| Los Angeles 1932                        | Bertil Rönnmark (SWE)    | Gustavo Huet (MEX)       | Zoltán Soós-Hradetzky (HUN) |
| Berlin 1936                             | Willy Røgeberg (NOR)     | Ralph Berzsenyi (HUN)    | Władysław Karaś (POL)       |
| Londres 1948                            | Arthur Cook (USA)        | Walter Tomsen (USA)      | Jonas Jonsson (SWE)         |
| Helsinki 1952                           | Iosif Sîrbu (ROU)        | Boris Andreïev (URS)     | Arthur Jackson (USA)        |
| Melbourne 1956                          | Gerald Ouellette (CAN)   | Vasili Borisov (URS)     | Gil Boa (CAN)               |
| Rome 1960                               | Peter Kohnke (EUA)       | James Enoch Hill (USA)   | Enrico Forcella (VEN)       |
| Tokyo 1964                              | László Hammerl (HUN)     | Lones Wigger (USA)       | Tommy Pool (USA)            |
| Mexico 1968                             | Jan Kurka (TCH)          | László Hammerl (HUN)     | Ian Ballinger (NZL)         |
| Munich 1972                             | Ri Ho-jun (PRK)          | Victor Auer (USA)        | Nicolae Rotaru (ROU)        |
| Montréal 1976                           | Karlheinz Smieszek (RFA) | Ulrich Lind (RFA)        | Gennadi Lushchikov (URS)    |
| Moscou 1980                             | Károly Varga (HUN)       | Hellfried Heilfort (RDA) | Petar Zaprianov (BUL)       |
| Los Angeles 1984                        | Edward Etzel (USA)       | Michel Bury (FRA)        | Michael Sullivan (GBR)      |
| Séoul 1988                              | Miroslav Varga (TCH)     | Cha Young-chul (KOR)     | Attila Záhonyi (HUN)        |
| Barcelone 1992                          | Lee Eun-chul (KOR)       | Harald Stenvaag (NOR)    | Stevan Pletikosic (IOP)     |
| Atlanta 1996                            | Christian Klees (GER)    | Sergey Belyayev (KAZ)    | Jozef Gönci (SVK)           |
| Sidney 2000 résultats détaillés         | Jonas Edman (SWE)        | Torben Grimmel (DEN)     | Siarhei Martynau (BLR)      |
| Athènes 2004 résultats détaillés        | Matthew Emmons (USA)     | Christian Lusch (GER)    | Siarhei Martynau (BLR)      |
| Pékin 2008 résultats détaillés          | Artur Ayvazyan (UKR)     | Matthew Emmons (USA)     | Warren Potent (AUS)         |
| Londres 2012 résultats détaillés        | Siarhei Martynau (BLR)   | Lionel Cox (BEL)         | Rajmond Debevec (SLO)       |
| Rio de Janeiro 2016 résultats détaillés | Henri Junghänel (GER)    | Kim Jong-hyun (KOR)      | Kirill Grigoryan (RUS )     |

### Femmes

#### Double trap
| Édition                          | Or               | Argent                  | Bronze                   |
| -------------------------------- | ---------------- | ----------------------- | ------------------------ |
| Atlanta 1996                     | Kim Rhode (USA)  | Susanne Kiermayer (GER) | Deserie Huddleston (AUS) |
| Sidney 2000 résultats détaillés  | Pia Hansen (SWE) | Deborah Gelisio (ITA)   | Kim Rhode (USA)          |
| Athènes 2004 résultats détaillés | Kim Rhode (USA)  | Lee Bo-na (KOR)         | Gao E (CHN)              |

### Mixte

#### Skeet
Une seule médaille a été remportée par une femme (Zhang Shan en or en 1992). L'épreuve est uniquement masculine en 1996, avant que l'édition 2000 n'ajoute la catégorie féminine à cette épreuve.
| Édition          | Or                         | Argent                        | Bronze                    |
| ---------------- | -------------------------- | ----------------------------- | ------------------------- |
| Mexico 1968      | Yevgeni Petrov (URS)       | Romano Garagnani (ITA)        | Konrad Wirnhier (RFA)     |
| Munich 1972      | Konrad Wirnhier (RFA)      | Yevgeni Petrov (URS)          | Michael Buchheim (RDA)    |
| Montréal 1976    | Josef Panáček (TCH)        | Eric Swinkels (NED)           | Wiesław Gawlikowski (POL) |
| Moscou 1980      | Hans Kjeld Rasmussen (DEN) | Lars-Göran Carlsson (SWE)     | Roberto Castrillo (CUB)   |
| Los Angeles 1984 | Matthew Dryke (USA)        | Ole Riber Rasmussen (DEN)     | Luca Scribani Rossi (ITA) |
| Séoul 1988       | Axel Wegner (RDA)          | Alfonso de Irruarrizaga (CHI) | Jorge Guardiola (ESP)     |
| Barcelone 1992   | Zhang Shan (CHN)           | Juan Jorge Giha (PER)         | Bruno Rossetti (ITA)      |